# Doctor Who: The Eternity Clock
Doctor Who: The Eternity Clock è un videogioco action-adventure del 2012, sviluppato da Supermassive Games e pubblicato da Worldwide Digital Entertainment per PlayStation 3 e Microsoft Windows. Si tratta del primo titolo di una serie ispirata a Doctor Who.